# Dorfhaus
Dorfhaus ist ein Gemeindeteil des Gemeinde Weißenohe im Landkreis Forchheim (Oberfranken, Bayern).

## Geografie
Das Dorf liegt im nordwestlichen Teil der Gräfenberger Flächenalb auf einer Höhe von382 m ü. NHN.

## Geschichte
Erstmals erwähnt wurde der Ort unter dem Namen „Haus“ 1172 in einer Urkunde des Klosters Weißenohe. Gegen Ende des Mittelalters befand sich der Ort im Eigentum des Klosters. Einige Jahre nach dem Ende des Landshuter Erbfolgekrieges wurde das Dorf der Hochgerichtsbarkeit des nürnbergischen Pflegamtes Hiltpoltstein unterstellt. Denn 1520/21 hatten sich die Kurpfalz und die Reichsstadt Nürnberg vertraglich darauf geeinigt, die während des Krieges von der Reichsstadt eroberten klösterlichen Besitzungen in den Hochgerichtsbezirk des Pflegamtes einzugliedern. Die Dorf- und Gemeindeherrschaft wurde nach wie vor vom Kloster Weißenohe ausgeübt, und Dorfhaus unterstand weiterhin kurpfälzischer Landeshoheit. Als die Kurpfalz im Jahr die 1556 die Reformation einführte, wechselten nach der Bestimmung Cuius regio, eius religio die klösterlichen Hintersassen zum protestantischen Bekenntnis über und die außerhalb des Ortes Weißenohe lebenden Untertanen wurden den ihnen benachbarten evangelischen Pfarreien zugeordnet. Daran änderte sich im Wesentlichen nichts, als nach der Ächtung des pfälzischen Kurfürsten Friedrich V. (des sogenannten Winterkönigs) die Oberpfalz als Lehen an Kurbaiern übergeben wurde. Für Dorfhaus bedeutete dies, dass die Landeshoheit über den Ort von einer anderen wittelsbachischen Linie übernommen wurde.
Durch die Verwaltungsreformen zu Beginn des 19. Jahrhunderts im Königreich Bayern wurde Dorfhaus mit dem zweiten Gemeindeedikt 1818 ein Bestandteil der Ruralgemeinde Weißenohe.

## Verkehr
Die Anbindung an das öffentliche Straßennetz wird durch eine Gemeindeverbindungsstraße hergestellt, die von Weißenohe aus nach Dorfhaus führt und dort am östlichen Ortsrand als Sackgasse endet.

## Sehenswürdigkeiten

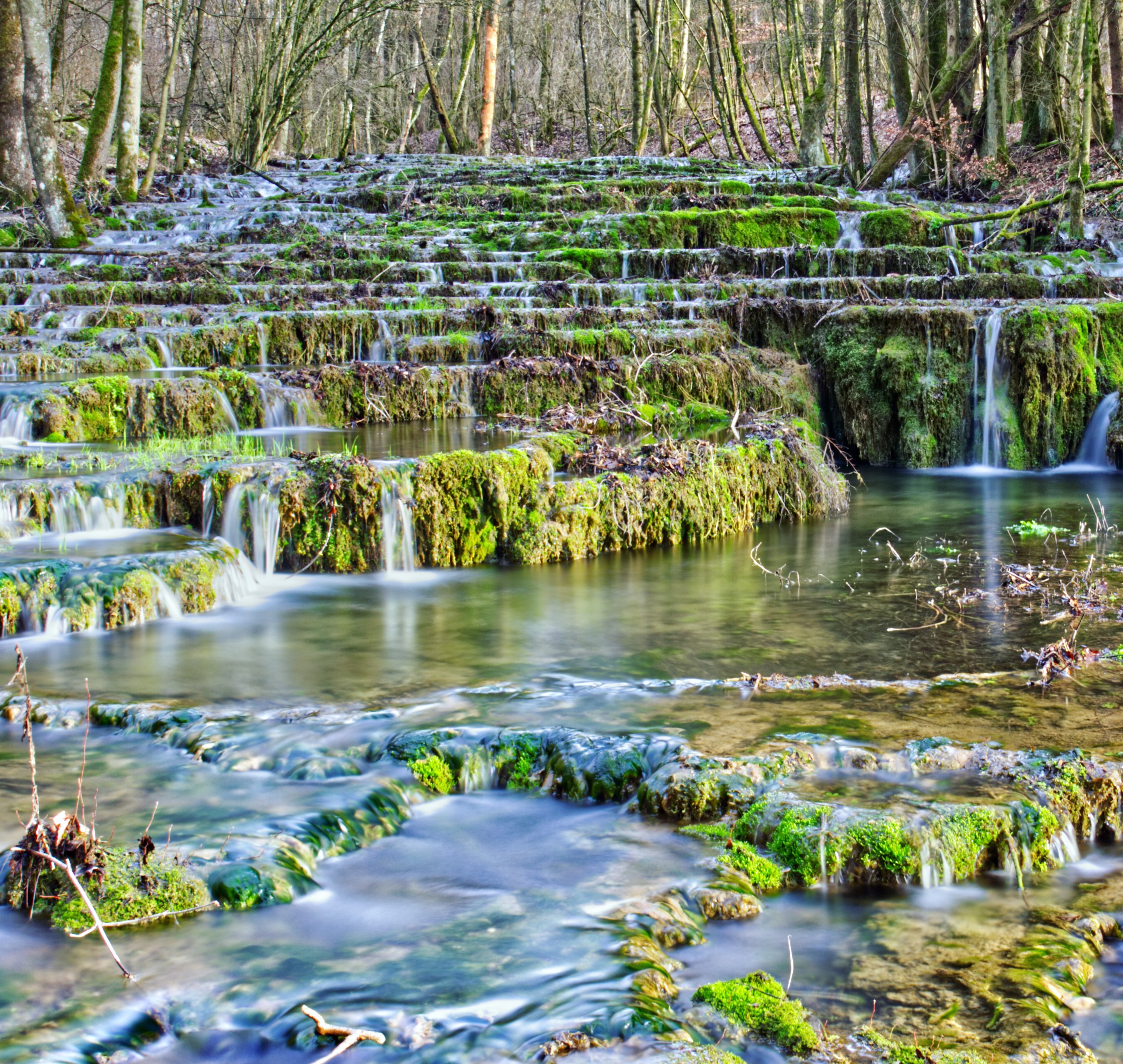
Die Sinterstufen der Lillach

### Bauwerke
Im östlichen Ortsbereich von Dorfhaus befand sich bis vor wenigen Jahren ein denkmalgeschütztes Bauernhaus, das als Wohnstallbau ausgeführt worden war. Dieses Gebäude wurde im Jahr 2015 abgebrochen.

### Natur
Dorfhaus wird von der Lillach durchflossen, einem der beiden Quellbäche des Aubachs. Die Lillach entspringt etwa zwei Kilometer östlich des Dorfes in einer kleinen Quellhöhle. Die Quellschüttung kann bei bestimmten Witterungslagen bis zu 100 Liter/Sekunde betragen. Unterhalb dieser starken Karstquelle hat die Lillach auf einem etwa 300 Metern langen Abschnitt treppenartige Sinterterrassen gebildet, die seit dem Jahr 1976 als flächenhaftes Naturdenkmal geschützt sind.